# Новопольська сільська рада (Україна)
Новопольська сільська́ ра́да (до 22 травня 2016 - Ухожанська)  — колишня адміністративно-територіальна одиниця та орган місцевого самоврядування в Балтському районі Одеської області. Адміністративний центр — село Новополь.
Рішенням виконкому Одеської обласної Ради депутатів трудящих від 9 червня 1958 р. Криничківську (Кринички) і Ухожанську сільради об'єднано в одну Ухожанську сільську Раду (Балтського району).
У березні 2019 року приєдналася до Балтської міської громади.

## Загальні відомості
- Територія ради: 49,45 км²
- Населення ради: 1 055 осіб (станом на 2001 рік)

## Населені пункти
Сільській раді підпорядковані населені пункти:
- с. Новополь
- с. Волова
- с. Крижовлин

## Населення
Згідно з переписом 1989 року населення сільської ради становило 1323 особи, з яких 547 чоловіків та 776 жінок.
За переписом населення 2001 року в сільській раді мешкало 1055 осіб.

### Мова
Розподіл населення за рідною мовою за даними перепису 2001 року:
| Мова       | Відсоток |
| ---------- | -------- |
| українська | 94,88 %  |
| російська  | 2,75 %   |
| молдовська | 1,61 %   |
| білоруська | 0,38 %   |
| болгарська | 0,19 %   |

## Склад ради
Рада складається з 12 депутатів та голови.
- Голова ради: Снігур Анатолій Ілліч

### Керівний склад попередніх скликань
| Прізвище, ім'я, по батькові | Основні відомості                                                                                  | Дата обрання | Дата звільнення |
| --------------------------- | -------------------------------------------------------------------------------------------------- | ------------ | --------------- |
| Розгон Микола Дмитрович     | Сільський голова, 1949 року народження, безпартійний                                               | 26.03.2006   | 31.10.2010      |
| Снігур Анатолій Ілліч       | Сільський голова, 1971 року народження, освіта вища, член Всеукраїнського об'єднання «Батьківщина» | 31.10.2010   |                 |

Примітка: таблиця складена за даними сайту Верховної Ради України

### Депутати
За результатами місцевих виборів 2010 року депутатами ради стали:

#### За суб'єктами висування
| Суб'єкт висування                                       | Кількість обраних депутатів | %    |
| ------------------------------------------------------- | --------------------------- | ---- |
| Партія регіонів                                         | 4                           | 33,3 |
| Політична партія Всеукраїнське об'єднання «Батьківщина» | 4                           | 33,3 |
| Соціалістична партія України                            | 3                           | 25   |
| Самовисування                                           | 1                           | 8,3  |

#### За округами
| № округу                                                | Прізвище, ім'я, по батькові  | Дата визнання обраним | Освіта  | Партійна приналежність                        | Відомості про обраного депутата                     |
| ------------------------------------------------------- | ---------------------------- | --------------------- | ------- | --------------------------------------------- | --------------------------------------------------- |
| Партія регіонів                                         |                              |                       |         |                                               |                                                     |
| 2                                                       | Маковська Марія Федорівна    | 04.11.2010            | середня | член Партії регіонів                          | пенсіонер                                           |
| 3                                                       | Руда Галина Олексіївна       | 04.11.2010            | середня | позапартійна                                  | фельдшерський пункт с. Волова, молодша медсестра    |
| 4                                                       | Кучеренко Ганна Дмитрівна    | 04.11.2010            | вища    | позапартійна                                  | відділ зв'язку с. Волове, листоноша                 |
| 7                                                       | Шендерук Вікторія Григорівна | 04.11.2010            | середня | позапартійна                                  | бібліотека с. Ухожани, бібліотекар                  |
| Політична партія Всеукраїнське об'єднання «Батьківщина» |                              |                       |         |                                               |                                                     |
| 5                                                       | Городецька Олена Сергіївна   | 04.11.2010            | середня | член Всеукраїнського об'єднання «Батьківщина» | тимчасово не працює                                 |
| 8                                                       | Мельник Вадим Юрійович       | 04.11.2010            | вища    | член Всеукраїнського об'єднання «Батьківщина» | тимчасово не працює                                 |
| 9                                                       | Бублик Інна Леонідівна       | 04.11.2010            | середня | член Всеукраїнського об'єднання «Батьківщина» | тимчасово не працює                                 |
| 11                                                      | Вдовиченко Марія Григорівна  | 04.11.2010            | середня | член Всеукраїнського об'єднання «Батьківщина» | пенсіонер                                           |
| Соціалістична партія України                            |                              |                       |         |                                               |                                                     |
| 1                                                       | Шендерук Наталія Сергіївна   | 15.11.2010            | середня | член Соціалістичної партії України            | домогосподарка                                      |
| 10                                                      | Костенко Ірина Федорівна     | 04.11.2010            | середня | позапартійна                                  | тимчасово не працює                                 |
| 12                                                      | Дема Алла Миколаївна         | 04.11.2010            | середня | позапартійна                                  | фельдшерський пункт с. Крижовлін, молодша медсестра |
| Самовисування                                           |                              |                       |         |                                               |                                                     |
| 6                                                       | Кацмаза Роман Васильович     | 04.11.2010            | вища    | позапартійний                                 | відділ Держкомрезерву, заступник начальника         |